# Марі-Лебляк
Марі́-Лебля́к (рос. Мари-Лебляк, марій. Марий Левляк) — присілок у складі Параньгинського району Марій Ел, Росія. Входить до складу Куракінського сільського поселення.

## Населення
Населення — 21 особа (2010; 16 у 2002).
Національний склад (станом на 2002 рік):
- марі — 100 %